# Emily Lau
Emily Lau Wai-hing (kinesiska med traditionella tecken: 劉慧卿, jyutping: Lau4 Wai3-hing1), född 21 januari 1952, är en hongkongsk journalist, politiker och medborgareaktivist som fungerade som ledamot i Hongkongs lagstiftande församling (LegCo) 1998–2016. Vidare har hon fungerat som Demokratiska partiets ordförande. 

## Bakgrund och privatliv
År 1976 utexaminerade Lau från USC med journalistik som huvudämne. Efter detta jobbade hon ett år på South China Morning Post. Mellan 1978 och 1984 jobbade hon på tv-kanalerna Hong Kong TVB och BBC. Senare bestämde hon att fortsätta sina studier och blev utexaminerad från London School of Economics med internationella relationer som huvudämne år 1982. Hon flyttade tillbaka till Hongkong och mellan 1987 och 1990 jobbade hon som universitetslektorn vid Hongkongs kinesiska universitet och senare vid Hongkongs universitet. Mellan  1989-1991 var hon ordförande till Hongkong journalistförbund..
Mellan 1983 och 1985 var Lau gift med John Ball. Fyra år senare gifte hon sig med Winston Poon.. Genom sitt första äktenskap fick Lau brittiska medborgarskap. Hon gav upp medborgarskapet år 1997 för att kunna ansöka Hongkongs passport.

## Politisk karriär
Enligt sin egen berättelse gick Lau med till politiken för att bevisa att Margaret Thatcher hade fel då hon sade att folket i Hongkong var helt nöjda med avtalet mellan Kina och Storbritannien. År 1991 blev hon invald till LegCos företrädande lokalparlament och var bland dem första invalda kvinnor. År 1994 appellerade Lau till den brittiska regeringen för att bevilja brittiskt medborgarskap till de 3,5 miljoner hongkongbor, och två år senare ledde hon en delegation till London för att lobba saken men resultaten blev urvattnade.
Lau valdes till DP:s ordförande år 2012 och var den första kvinnan i posten. Hennes företrädare Albert Ho sade upp sig på grund av dåligt valresultat. Efter sitt val till ordförande sade Lau att hon vill rekrytera mera kvinnor till partiet. Hon återvaldes till posten år 2014.
Sedan 1990-talet har hennes politiska fiender försökt diskreditera Lau genom att kalla henne för en agitator och rebell. Själv har hon profilerat sig som hongkongbornas försvarare mot både Storbritannien och Kina.
År 2016 anmälde Lau att hon kommer inte att kandidera sig mer och att hon var tacksam för sina 25 år i LegCo. Hon beklagade att under hennes politiska karriär Hongkong blev inte demokratisk..
Då Hongkongprotesterna började år 2019 stod Lau för demonstranterna från början. Hon sade också att den brittiska regeringen borde bevilja brittiska passporter till hongkongbor. Lau har sagt att protesterna är så stora eftersom Carrie Lam och Hongkongs regering har underskattat Hongkongs folkets rädsla att bli utlämnade till Kinas fastland. Ytterligare har hon konstaterat att orsaken till Pekings hårdare grip i Hongkong stammar från konflikt mellan den nuvarande president, Xi Jinping, och tidigare ledaren, Jiang Zemin som har märkbara ekonomiska kontakter i Hongkong för att skydda dem från fastlandets juridiska system.. Senare har hon kritiserat hårt den sittande chefminister Carrie Lam som försäkrade att i dem kommande val ska endast "patrioter" få kandidera sig.
På grund av sin lång historia i Hongkongs politik har hon fått smeknamnet Hongkongs Järnlady.

## Galleri

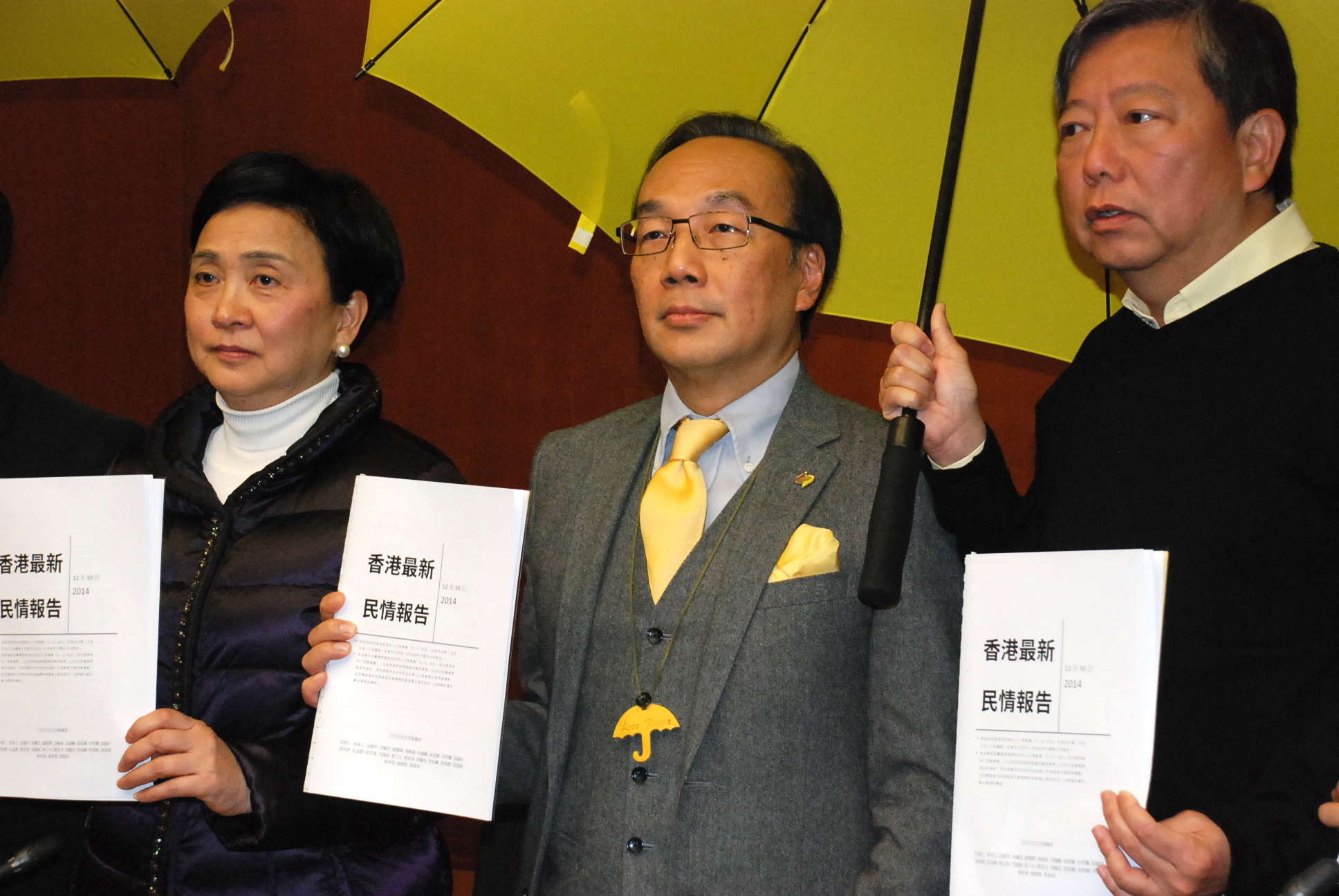
Lau deltar i den sk. paraplydemonstrationer år 2014.
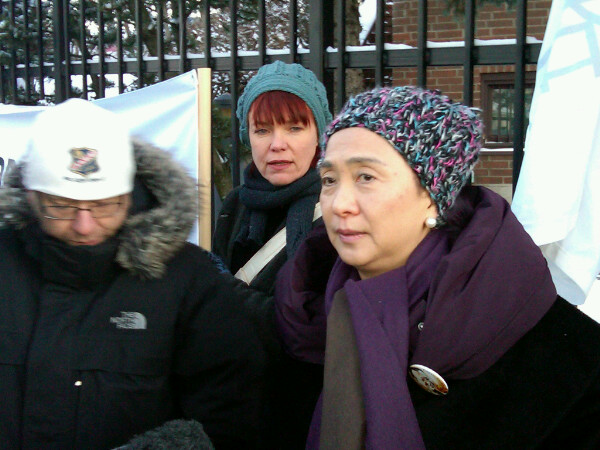
Lau i Oslo år 2010
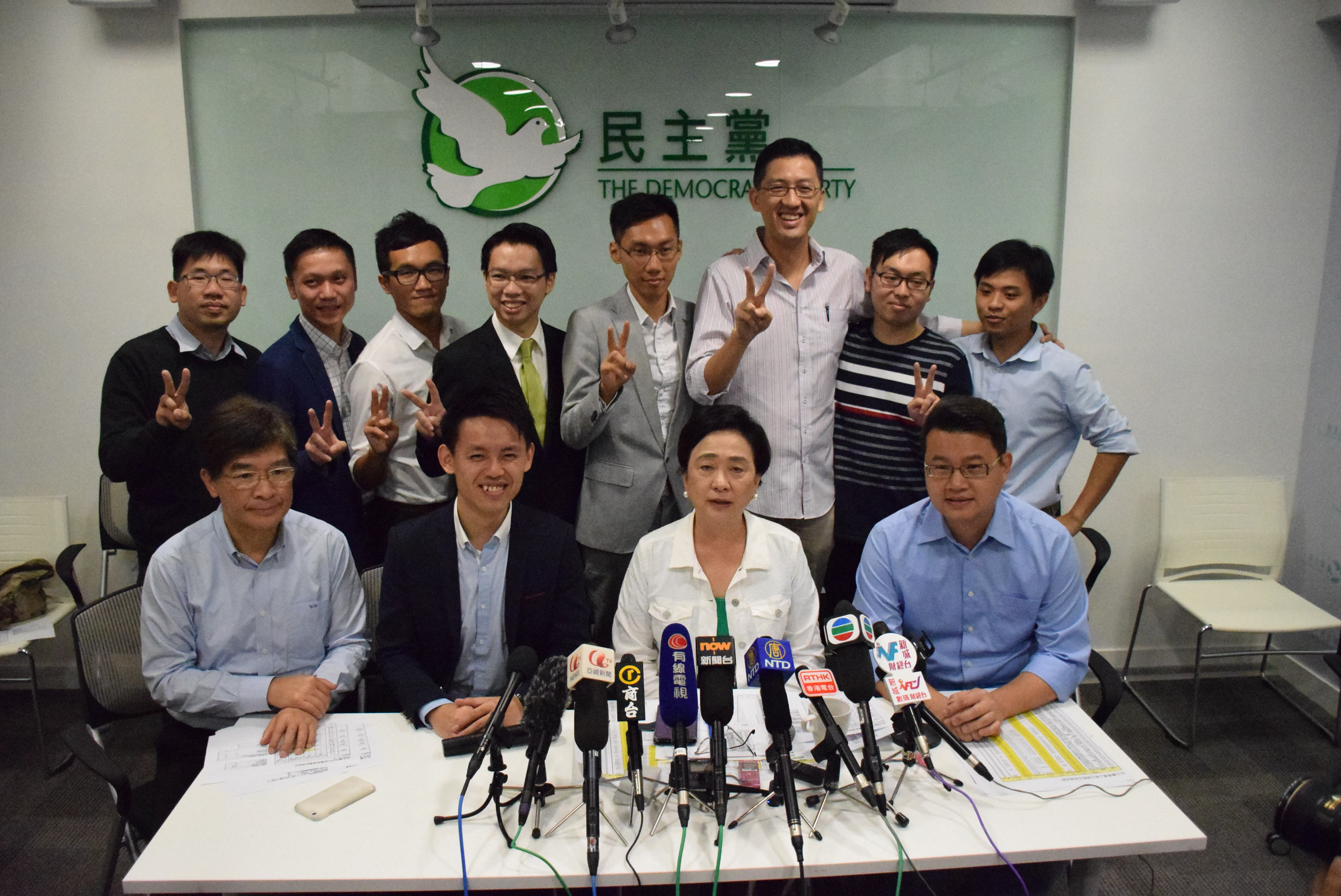
Lau leder DP:s presskonferens år 2015
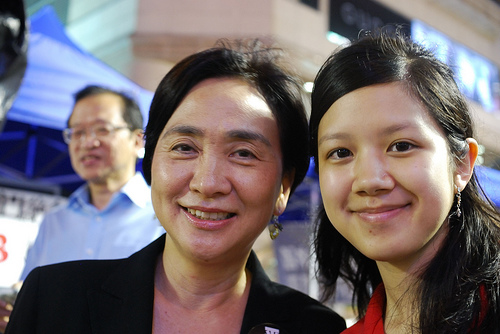
Lau tillsammans med Crystal Chow år 2009.